# Macrocentrus longipes
Macrocentrus longipes är en stekelart som beskrevs av Cameron 1910. Macrocentrus longipes ingår i släktet Macrocentrus och familjen bracksteklar. Inga underarter finns listade i Catalogue of Life.